# Simulium crenobium
Simulium crenobium är en tvåvingeart som först beskrevs av Knoz 1961.  Simulium crenobium ingår i släktet Simulium och familjen knott. Inga underarter finns listade i Catalogue of Life.